# Chudá Lehota
Chudá Lehota je obec na Slovensku v okrese Bánovce nad Bebravou.
Leží v nadmořské výšce 223 metrů. Žije zde 226 obyvatel.
První písemná zmínka o obci je z roku 1400. V obci je římskokatolický kostel Sedmibolestné Panny Marie.